# John Wulff Petersen
John Hjalmar Wulff Petersen (22. december 1922 i Faaborg – 19. november 1944 på Frederiksberg) var kapelmester og modstandsmand 
Medlem af modstandsbevægelsen Holger Danske. Deltog i sabotage, stikkerlikvideringer og anden modstandsaktivitet.
John havde også sit eget jazzband og optrådte i Helsingør ("Casino"), Hornbæk, København mv.
Blev angivet grundet modstandsaktiviteter til den tyske besættelsesmagt i København.

## Galleri
- Avisklip